# Lectio brevior potior

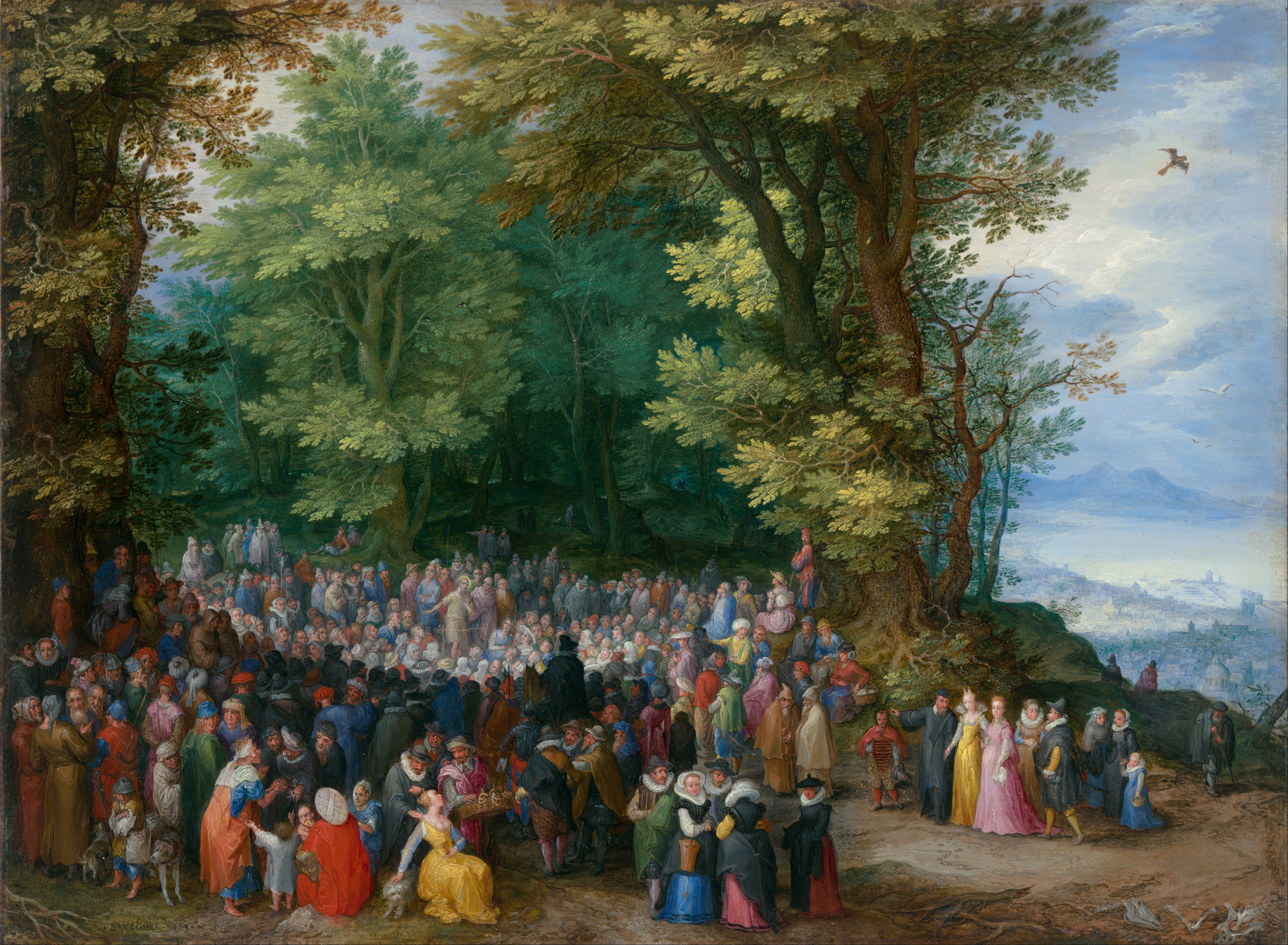
Le Sermon sur la montagne, par Jan Brueghel l'Ancien, Getty Center. Cet épisode de l'Évangile selon Matthieu pose la question de la transmission textuelle du Notre Père.

Lectio brevior potior est une formule latine signifiant « [de deux leçons] la plus courte est la meilleure » (c'est-à-dire « la plus fiable »). « Leçon », dans cet emploi, désigne l'interprétation des caractères ou des mots qui se lisent dans la source examinée. Lectio est le substantif correspondant au verbe legere « lire ».

## Présentation
Le principe de la lectio brevior potior est utilisé par la philologie dans l'étape préalable à l'établissement d'un texte. Il s'applique en exégèse biblique lorsqu'il s'agit de comparer les variantes d'une même œuvre, en particulier les variantes textuelles du Nouveau Testament. Il constitue l'une des deux règles de base en matière de critique textuelle du Nouveau Testament. L'autre règle fondamentale est celle de la Lectio difficilior (« La leçon la plus difficile est la meilleure »).
La leçon la plus courte est souvent plus probable que la leçon la plus longue parce que, d'une façon générale, « les copistes ont plus volontiers procédé à des ajouts qu'à des suppressions ».

## Application
Conzelmann donne pour exemple la question de la transmission textuelle du Notre Père dans les évangiles selon Matthieu (Mt 6,9-13) et selon Luc (Lc 11,2-4). La version de Luc est la plus brève des deux, donc la plus probable, et elle a manifestement « été complétée par la suite dans plusieurs manuscrits pour la faire correspondre à celle de Matthieu ». La doxologie finale du Notre Père (« Car c'est à toi qu'appartiennent le règne, la puissance et la gloire, pour les siècles des siècles ») obéit à ce schéma : elle n'aurait pas été coupée si elle avait été présente depuis le début, et son interpolation dans le texte semble due à un usage liturgique ultérieur, d'où l'on peut conclure que « la leçon sans la doxologie est la meilleure ».